# Traubach-le-Haut
Traubach-le-Haut è un comune francese di 545 abitanti situato nel dipartimento dell'Alto Reno nella regione del Grand Est.

## Società

### Evoluzione demografica
Abitanti censiti